# Moore (Oklahoma)
Moore é uma cidade localizada no estado norte-americano de Oklahoma, no Condado de Cleveland. A localidade foi muito afetada pelo Tornado de Moore de 2013.

## Demografia
Segundo o censo norte-americano de 2000, a sua população era de 41.138 habitantes.
Em 2006, foi estimada uma população de 49.277, um aumento de 8139 (19.8%).

## Geografia
De acordo com o United States Census Bureau tem uma área de
56,7 km², dos quais 56,3 km² cobertos por terra e 0,4 km² cobertos por água.

## Localidades na vizinhança
O diagrama seguinte representa as localidades num raio de 16 km ao redor de Moore.